# Dolores (Guatemala)
Pour les articles homonymes, voir Dolores.
Dolores est une commune située dans le département d'El Petén au Guatemala.